# إدوارد ديفي
إدوارد ديفي (بالإنجليزية: Edward Davy) (و. 1806 – 1885 م) هو فيزيائي، وعالم، ومخترع، ومهندس من المملكة المتحدة . ولد في أوتري سانت ماري .
توفي عن عمر يناهز 79 عاماً.

## روابط خارجية
- إدوارد ديفي على موقع الموسوعة البريطانية (الإنجليزية)